# Louis-François de Bausset-Roquefort
Louis-François de Bausset-Roquefort (Pondicherry, 14 de dezembro de 1748 - Paris, 21 de junho de 1824) foi um cardeal do século XIX

## Biografia
Nasceu em Pondicherry] em 14 de dezembro de 1748.
Estudou no La Fleche College, Paris; e no Seminário Saint-Sulpice, Paris (licenciatura em teologia).
Ordenado em 1773. Vigário geral da arquidiocese de Aix, 1775. Vigário geral e administrador da diocese de Digne, 1778.
Eleito bispo de Alè, 25 de junho de 1784. Consagrado, capela de Lorette , Issy, perto de Paris, 18 de julho de 1784, por Jean de Dieu Raymond de Boisgelin de Cucé, arcebispo de Aix, assistido por (sem informações encontradas). Participou na Assembleia dos Notáveis de Languedoc, 1786 e 1788. Recusou a nomeação para a sé de Grenoble, 1788. Recusou-se a aceitar a Constituição Civil do Clero, 1791 e partiu para a Suíça. Retornou em 1792 e foi preso na queda de Maximilien Robespierre. Foi morar em Villemoison. Renunciou ao governo pastoral da diocese de Alès em 22 de setembro de 1801. A diocese foi suprimida em 29 de novembro de 1801. Problemas de saúde o impediram de ser nomeado para uma das novas dioceses. Cônego de Saint-Denis, Paris, 21 de março de 1806. Membro do conselho daUniversidade da França , 1808. Presidente do conselho de instrução pública e par do Reino da França, 1815. Membro da Académie Française , 1816.
Criado cardeal sacerdote no consistório de 28 de julho de 1817; nunca foi a Roma para receber o chapéu vermelho e o título. Ministro de Estado, 1821. Não participou do conclave de 1823, que elegeu o Papa Leão XII.
Morreu em Paris em 21 de junho de 1824. Exposto e enterrado na igreja dos Carmes em Vaugirard Street, Paris.